# Yaya Soumahoro
Pour les articles homonymes, voir Soumahoro.
Yaya Soumahoro, né le 28 septembre 1989  à Abidjan, est un footballeur ivoirien. Il évolue actuellement à Wadi Degla comme attaquant.

## Palmarès
- KAA La Gantoise
  - Championnat de Belgique
    - Vainqueur :  2015